# La Nébuleuse d'Andromède (film)
Pour plus de détails, voir Fiche technique et Distribution.
La Nébuleuse d'Andromède (en russe : Туманность Андромеды, Tumannost Andromedy) est un film soviétique de science fiction, sorti en 1967 réalisé par Evgueni Cherstobitov (ru). Le film était à l'origine destiné à être le premier épisode d'une série de films, mais les autres parties n'ont jamais été produites. De facto nommé - La Nébuleuse d'Andromède: Épisode I. Les Prisonniers de l'Étoile de fer. C'est le dernier film de l'acteur Sergueï Stoliarov.

## Synopsis
Le film est inspiré de l'œuvre d'Ivan Efremov, La Nébuleuse d'Andromède et suit l'histoire d'un groupe d'humains sur le vaisseau spatial Tantra, qui sont chargés d'enquêter sur une région inexplorée de l'espace. Au cours du voyage, le vaisseau est pris au piège par la force de gravitation d'une étoile de fer et est maintenu en place pendant 20 ans. Entourés par des prédateurs qui mangent la chair humaine à travers les vêtements, un à un, les membres d'équipage commencent à devenir des proies, avec comme seule source de protection la lumière du Tantra, qui a la capacité d'effrayer les prédateurs.
L'action sur Terre a été tournée à Sotchi, en Russie.

## Fiche technique
- Réalisation : Evgueni Cherstobitov (ru)
- Scénario : Vladimir Dmitrievski (ru) et Evgueni Cherstobitov d'après le roman d'Ivan Efremov La Nébuleuse d'Andromède
- Photographie : Nikolai Zhuravlyov
- Musique : Yakov Lapinski (ru)
- Production : Studio Dovjenko
- Pays : URSS
- Format : Couleurs - 35 mm - mono
- Genre : science-fiction
- Durée : 77 minutes
- Sortie : 1967
- Langue : russe

## Distribution
| Acteur                      | Rôle                      |
| --------------------------- | ------------------------- |
| Sergueï Stoliarov           | Dar Veter                 |
| Vija Artmane                | Veda Kong                 |
| Nikolaï Krioukov            | Erg Noor                  |
| Tatiana Volochina (ru)      | Niza Krit                 |
| Lado Tskhvariashvili (ru)   | Mven Mas                  |
| Aleksandre Gaï (ru)         | Pur Zhis                  |
| Roman Khomiatov (ru)        | Kim                       |
| Lioudmila Tchursina (ru)    | Louma Lasvi               |
| Marina Yurassova (ru)       | Ingrid Ditra              |
| Yuzef Mironenko             | Kay Berr                  |
| Gennadi Yukhtine (ru)       | Eon Tal                   |
| Aleksandre Goloborodko (ru) | Ren Boz                   |
| Valeri Gataïev (ru)         | agent du service d'emploi |
| Valeri Panarine (ru)        | Holm                      |

## Sources bibliographiques
- Wingrove, David. Science Fiction Film Source Book (Longman Group Limited, 1985)

- (en) Cet article est partiellement ou en totalité issu de l’article de Wikipédia en anglais intitulé « The Andromeda Nebula » (voir la liste des auteurs).